# Strefa mroku (film)
Strefa mroku lub Niesamowite cienie – amerykański horror, będący kinową wersją serialu telewizyjnego z lat 50. o tym samym tytule. Składa się z czterech historii opowiedzianych przez różnych reżyserów.

## Prolog
Film zaczyna się od chwili, kiedy kierowca i jego pasażer jadą samochodem bardzo późną porą. Razem śpiewają cover Midnight Special grupy Creedence Clearwater Revival granej na kasecie, która nagle się psuje. Para między sobą gra w odgadywanie piosenek przewodnich z seriali, potem rozmowa schodzi na temat tego, co ich straszy. Następnie zaczynają dyskutować na temat swoich ulubionych odcinków z serialu Strefa mroku. Wtedy pasażer pyta kierowcy: Czy chcesz zobaczyć coś naprawdę przerażającego?. Kierowca ma wątpliwości, ale po pewnym czasie zbacza z drogi, jego przyjaciel oddala się i odwraca się, wtedy kierowca widzi demonicznego, rozpadającego się potwora, który go atakuje. Scena kończy się wewnątrz samochodu.
Występują
- Albert Brooks – kierowca
- Dan Aykroyd – pasażer

## Nowela pierwsza
Pierwsza i jedyna oryginalna nowela tego filmu została wyreżyserowana przez Johna Landisa. Jest bardzo luźno oparta na odcinkach z serialu A Quality of Mercy i Deaths-Head Revisited.

### Fabuła
Bohaterem jest Bill Connor – malkontent, który mówi bez owijania w bawełnę. Staje się zgorzkniały, kiedy nie otrzymuje awansu w pracy. Idzie do baru razem ze znajomymi. Po wypiciu dużej ilości alkoholu, zaczyna mówić krzywdzące i rasistowskie uwagi dotyczące Afroamerykanów, Azjatów i Żydów, co zwraca uwagę grupy czarnoskórych, którzy czują się urażeni.
Kiedy bardzo wściekły Bill wychodzi z baru, zauważa, że nie znajduje się na parkingu, tylko w okupowanej Francji podczas II wojny światowej. Wtedy spotyka patrol SS-manów, którzy dostrzegają w nim Żyda. Po pościgu przez całe miasto, Bill przenosi się w czasie do lat 50. na południu USA, gdzie członkowie Ku Klux Klanu widzą w nim czarnoskórego i próbują go zlinczować. Bill jest wystraszony i próbuje wyjaśnić, że jest biały.
Podczas próby ucieczki znów przenosi się w czasie, do okresu wojny wietnamskiej, gdzie pojawia się w zaroślach i spotkawszy amerykańskich żołnierzy zostaje przez nich ostrzelany. Wybuch granatu rzuconego przez żołnierzy znowu przenosi go do Vichy, gdzie zostaje schwytany przez nazistów i trafia do pociągu wraz z innymi Żydami, bez szans na ratunek ani na odkupienie. Daremnie próbuje zwrócić uwagę wychodzących z baru kumpli; pociąg oddala się i jedzie prawdopodobnie do obozu koncentracyjnego lub obozu śmierci.

### Wypadek przy produkcji
Zobacz też: Katastrofa śmigłowca na planie filmu Strefa mroku.
Podczas realizacji tej noweli doszło na planie do tragedii: troje aktorów zginęło w katastrofie śmigłowca – w tym dwoje dzieci. Łopata głównego wirnika ścięła głowę aktorowi Vicowi Morrowowi, chłopcu prawą rękę i fragment tułowia a dziewczynka dostała się pod jedną z płóz maszyny i została zmiażdżona.

### Główne role
- Vic Morrow – Bill Connor
- Doug McGrath – Larry
- Charles Hallahan – Ray
- Rainer Peets – niemiecki oficer
- Kai Wulff – niemiecki oficer
- Sue Dugan – kelnerka
- Debby Porter – kelnerka
- Jeffrey Weissman – młody mąż
- Steven Williams – właściciel baru
- Annette Claudier – Francuzka
- Joseph Hieu – Wietnamczyk
- Al Leong – Wietnamczyk
- Stephen Bishop – żołnierz amerykański
- Thomas Byrd – żołnierz amerykański
- Vincent J. Isaac – żołnierz amerykański
- William B. Taylor – żołnierz amerykański
- Domingo Ambriz – żołnierz amerykański
- Eddy Donno – członek Ku Klux Klanu
- Michael Milgrom – członek Ku Klux Klanu
- John Larroquette – członek Ku Klux Klanu
- Norbert Weisser – żołnierz

## Nowela druga
Nowelę drugą nakręcił Steven Spielberg i jest ona remakiem odcinka Kick the can.

### Fabuła
Pan Bloom właśnie przeniósł się do domu spokojnej starości w Sunnyvale. Po przyjeździe, jest życzliwy i uśmiechnięty, gdy słyszy innych starszych ludzi, którzy przeżyli radość swojego życia, których doświadczyli jako młodzi ludzie. Pan Bloom sugeruje im, że choć są starzy to nie znaczy, że nie mogą już cieszyć się życiem, i że czucie się młodym nie musi iść w parze z wiekiem. Później im mówi, że późno w nocy obudzi ich i zagrają w kopnij puszkę. Wszyscy się zgadzają z wyjątkiem zgorzkniałego i sceptycznego Leo Conroya, którzy twierdzi, że to niemożliwe, by nadal być aktywnym fizycznie i bawić się tak jak dzieci. Tej nocy pan Bloom zabiera wszystkich chętnych i wyjaśnia zasady gry. Wtedy wszyscy zmieniają się w siebie jako dzieci. Mimo że znów cieszą się młodością, widzą też, że przynosi to nie tylko dobre, ale i złe momenty. Nowela kończy się, gdy Bloom opuszcza dom starców i Conroy radośnie kopię puszkę po podwórzu odkrywając, że bycie młodym duchem jest bardzo ważne.

### Główne role
- Scatman Crothers – pan Bloom
- Bill Quinn – Leo Conroy
- Martin Garner – pan Weinstein
- Selma Diamond – pani Weinstein
- Helen Shaw – pani Dempsey
- Murray Matheson – pan Agee
- Peter Brocco – pan Mute
- Priscilla Pointer – pani Cox
- Scott Nemes – młody pan Weinstein
- Tanya Fenmore – młoda pani Weinstein
- Evan Richards – młody pan Agee
- Laura Mooney – młoda pani Dempsey
- Christopher Eisenmann – młody pan Mute
- Richard Swingler – Gray Panther
- Alan Haufrect – syn pana Conroya
- Cheryl Socher – synowa pana Conroy
- Elsa Raven – pielęgniarka

## Nowela trzecia
Trzecia nowela to wariacja lub sequel odcinka It's Good Life i nakręcił ją Joe Dante.

### Fabuła
Helen Foley jest dobroduszną, młodą nauczycielką, która szuka nowej pracy. Podczas wizyty w barze widzi, jak kilkuletni chłopiec, zaczepiany przez grupę pijaków, „przypadkowo” wyłącza telewizor. Wkrótce po tym Helen wychodzi. Nie zważając na nic, na parkingu wsiada w samochód i jedzie tyłem do chłopca, niszcząc jego rower. Helen proponuje chłopcu, Anthony’emu, podwiezienie do domu. Tak trafiają do domu Anthony’ego, który jest dużą wiejską posiadłością.
Kiedy Helen trafia na miejsce, poznaje jego rodzinę wujka Walta i jego siostrę Helen. Zauważa, że rodzina wygląda na zastraszoną, ale ignoruje to. Anthony oprowadza ją po swoim domu, wliczając w to pokój siostry; Anthony mówi Helen, że ona ma „inną” siostrę, która miała wypadek. Kiedy rodzina je obiad Helen zauważa, że składa się on z ulubionych posiłków Anthony’ego: głównie fast foodu, łącznie z burgerem z masłem orzechowym. Podczas obiadu Ethel krzyczy na Anthony’ego i jej talerz bez powodu rozbija się o ziemię. Po spełnieniu obietnicy o podwiezieniu Anthony’ego, Helen próbuje wyjść; wtedy zauważa, że Anthony posiada nadprzyrodzone moce, dzięki którym może robić wszystko, na co ma ochotę, jak chociażby zniknięcie ludzi i pojawianie się postaci z kreskówek. Helen prosi, by mogła wyjść, ale Anthony nalega, by zobaczyła „sztuczkę” wujka Walta. Walt nie jest pewien, co znajduje się w kapeluszu, który dostaje od dziecka, i niechętnie wyjmuje białego królika. Rodzina odczuwa ulgę i klaszcze, ale potem królik zmienia się w demonicznego królika na chwilę przed zniknięciem.
Obecni ludzie informują ją, że nie są prawdziwą rodziną i że kupili ten dom pod warunkiem Anthony’ego, że będą jego rodzicami. Wyjaśniają jej, że nie mogą odejść. Helen znajduje notatkę na podłodze napisaną przez prawdziwego członka rodziny z treścią: Pomóż NAM! Anthony jest potworem. Po krótkim śledztwie okazuje się, że notatkę napisała Ethel i Anthony. Chłopiec, używając swoich mocy, umieszcza Ethel w telewizorze, gdzie zostaje zabita przez postać rysunkową wyglądającą jak smok. Potem rodzina „wybucha gniewem” na Anthony’ego i ten doprowadza do zniknięcia ich i domu, a on i Helen stają się otoczeni przez otchłań. Helen obiecuje zostać przyjaciółką Anthony’ego pod warunkiem, że nie będzie nadużywał swoich mocy.

### Główne role
- Kathleen Quinlan – Helen Foley
- Jeremy Licht – Anthony
- Kevin McCarthy – wujek Walt
- Patricia Barry – matka
- William Schallert – ojciec
- Nancy Cartwright – Ethel
- Dick Miller – Walter Paisley
- Cherie Currie – Sara
- Bill Mumy – Tim
- Jeffrey Bannister – Charlie

## Nowela czwarta
Nowela czwarta i ostatnia jest remakiem odcinka Nightmare at 20,000 Feet i wyreżyserował ją George Miller.

### Fabuła
John Valentine jest nerwowym i zestresowanym pasażerem linii lotniczych, autorem książki z informatyki, bojącym się latać. Wszystko zaczyna się od momentu, kiedy stewardesy próbują wyciągnąć Johna z toalety, gdy ten odświeża się w niej po ataku paniki. Kiedy Valentine zajmuje swoje miejsce, zauważa gremlina na skrzydle lecącego samolotu i zaczyna panikować.

### Główne role
- John Lithgow – John Valentine
- Abbe Lane – starsza stewardesa
- Donna Dixon – młodsza stewardesa
- Larry Cedar – gremlin

## Nagrody i nominacje
Nagrody Saturn 1983
- Najlepszy aktor drugoplanowy – John Lithgow
- Najlepszy horror (nominacja)
- Najlepszy aktor drugoplanowy – Scatman Crothers (nominacja)